# Pleudihen-sur-Rance
Pleudihen-sur-Rance (bretonisch: Pleudehen) ist eine französische Gemeinde des Départements Côtes-d’Armor in der Region Bretagne. Administrativ ist sie dem Arrondissement Dinan und dem Kanton Lanvallay zugeteilt.

## Geografie
Die Gemeinde mit 2.974 Einwohnern (Stand 1. Januar 2022) liegt im Nordosten der Bretagne, 20 Kilometer südlich von Saint-Malo, am rechten Ufer der südlichen Trichtermündung der Rance. Hier mündet von rechts der Zufluss Coëtquen in die Rance. Pleudihen-sur-Rance ist die östlichste Gemeinde des Départements Côtes-d’Armor. Das Gebiet ist für seine Cidre-Erzeugung sehr bekannt.

## Einwohnerentwicklung
| Jahr      | 1962  | 1968  | 1975  | 1982  | 1990  | 1999  | 2008  | 2016  |
| --------- | ----- | ----- | ----- | ----- | ----- | ----- | ----- | ----- |
| Einwohner | 2.056 | 2.318 | 2.351 | 2.461 | 2.495 | 2.516 | 2.775 | 2.880 |

## Wirtschaft
Pleudihen-sur-Rance ist berühmt für seine Apfelplantagen und Cidreherstellung, deshalb oft „Cidrehauptstadt“ (Capitale du Cidre) genannt. François-René de Chateaubriand aus Saint-Malo bemerkte, dass hier „Pflug und Boot nur einen Steinwurf entfernt sind“ (La charrue et le doris sont à un jet de pierre.)

## Sehenswürdigkeiten
- Gezeitenmühle von Mordreuc[1]
- Dolmen du Bois de la Tougeais

Eine Besonderheit des Ortes ist das Apfel- und Cidremuseum (Musée de la Pomme et du Cidre) samt
- Apfelmühle in einem Bauernhaus. Neben einer Vielzahl von Apfelsorten und Apfelbaumarten erhält man Einblick in die lokalen Produktionsmethoden des Cidre und kann an Verkostungen teilnehmen.

Die neugotische Kirche Notre Dame („Liebfrauenkirche“) wurde 1878 anstelle einer romanischen Kirche eingeweiht und 1880 nach dreizehn Jahren Bauzeit vollendet.

## Gemeindepartnerschaften
Pleudihen-sur-Rance pflegt seit 1979 eine Partnerschaft mit der rheinland-pfälzischen Ortsgemeinde Herschbach.